# NYC Man (The Ultimate Collection 1967–2003)
NYC Man (The Ultimate Collection 1967–2003) je kompilační dvojalbum amerického kytaristy a zpěváka Lou Reeda, vydané v roce 2003. Některé skladby pocházejí ještě z doby, kdy byl členem skupiny The Velvet Underground.

## Seznam skladeb
| Disk 1 | Disk 1                                                      | Disk 1 |
| Pořadí | Název                                                       | Délka  |
| ------ | ----------------------------------------------------------- | ------ |
| 1.     | Who Am I (Tripitena’s Song)                                 |        |
| 2.     | Sweet Jane (The Velvet Underground)                         |        |
| 3.     | Rock & Roll (The Velvet Underground)                        |        |
| 4.     | I'm Waiting for the Man (The Velvet Underground)            |        |
| 5.     | White Light/White Heat (Live)                               |        |
| 6.     | Street Hassle (Waltzing Matilda / Street Hassle / Slipaway) |        |
| 7.     | Berlin                                                      |        |
| 8.     | Caroline Says II                                            |        |
| 9.     | The Kids                                                    |        |
| 10.    | Walk on the Wild Side                                       |        |
| 11.    | Kill Your Sons (Live)                                       |        |
| 12.    | Vicious                                                     |        |
| 13.    | The Blue Mask                                               |        |
| 14.    | I'll Be Your Mirror (Live)                                  |        |
| 15.    | Magic and Loss (The Summantion)                             |        |
| 16.    | Ecstasy                                                     |        |

| Disk 2 | Disk 2                                  | Disk 2 |
| Pořadí | Název                                   | Délka  |
| ------ | --------------------------------------- | ------ |
| 1.     | I Wanna Be Black (Live)                 |        |
| 2.     | Temporary Thing                         |        |
| 3.     | Shooting Star                           |        |
| 4.     | Legendary Hearts                        |        |
| 5.     | Heroin (Live)                           |        |
| 6.     | Coney Island Baby                       |        |
| 7.     | The Last Shot                           |        |
| 8.     | The Bells                               |        |
| 9.     | Perfect Day                             |        |
| 10.    | Sally Can’t Dance                       |        |
| 11.    | Satellite of Love                       |        |
| 12.    | NYC Man                                 |        |
| 13.    | Dirty Blvd.                             |        |
| 14.    | Rock Minuet                             |        |
| 15.    | Pale Blue Eyes (The Velvet Underground) |        |